# José Melchor Prat
José Melchor Prat Solà (en catalán: Josep Melcior Prat i Solà, Prats del Rey, 1779 - San Sebastián, 21 de agosto de 1855) fue un político e intelectual español. Durante la Guerra de la Independencia Española fue redactor del Diario de Sesiones de las Cortes de Cádiz. Diputado en las Cortes de 1822 a 1823 durante el Trienio Liberal, en 1823 se exilió a Gran Bretaña. Allí tradujo el Nuevo Testamento y parte del Antiguo, por encargo de la Sociedad Bíblica Británica. Más tarde fue presidente de la Sociedad Económica Barcelonesa de Amigos del País, de la Real Academia de Ciencias y Artes de Barcelona y de la Real Academia de Buenas Letras de Barcelona.

## Biografía
Nació en Prats del Rey en 1779, hijo de Ramon Prat, farmacéutico, y nieto de Pere Solà, médico. Estudió en la Universidad de Cervera donde obtuvo el grado de bachiller en Filosofía, se licenció en Farmacia y se doctoró en Química. También estudió Medicina en el Hospital de la Santa Cruz de Barcelona. Durante la Guerra de la Independencia trabajó en el Protomedicato del Ejército de Cataluña. El año 1811 se trasladó a Cádiz, donde fue taquígrafo y, posteriormente, redactor del Diario de Sesiones de las Cortes españolas. Ejerció de farmacéutico en su localidad natal, Prats del Rey, de 1814 a 1820. Durante el Trienio Liberal (1820-1823) fue diputado a Cortes (1822-23) y secretario de las Cortes. Fue uno de los liberales firmantes del decreto que suspendía las funciones del rey, y fue condenado a muerte cuando el poder monárquico fue restablecido. Pudo escapar y se exilió a Inglaterra en 1823.

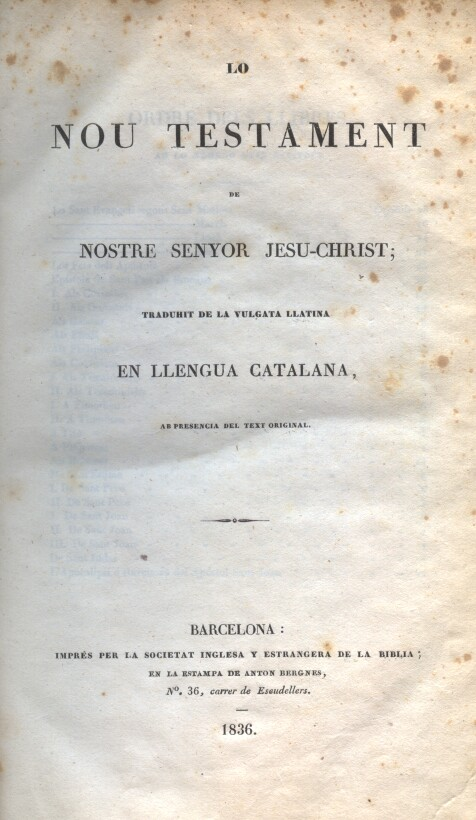
Portada de la edición de Barcelona de 1836 del Nuevo Testamento, traducido por José Melchor Prat.

Pasó unos meses en Londres y después se trasladó a Knaresborough (Yorkshire del Norte), donde se dedicó a hacer de traductor de obras inglesas al castellano, y a conocer el funcionamiento de una sociedad desarrollada, organizada y liberal. Tradujo al castellano muchos textos protestantes para ser difundidos en América Latina. Entre 1824 y 1828 trabajó en la traducción de los Evangelios al catalán, que fueron publicados en 1832 con el título de Lo Nuevo Testamento de Nuestro Señor Jesu-Christ traduhit de la Vulgata Latina en lengua catalana, con presencia del texto original. Ante la intransigencia religiosa en España, optó por no firmar ni esta ni las posteriores ediciones de la obra, puesto que se trataba de una versión protestanteen un mundo que oficialmente era católico. En esta tarea recibió la ayuda de Antonio Puigblanch, enfrentado al clérigo valenciano exiliado Joaquín Lorenzo Villanueva que también pretendía traducir el nuevo testamento. La tercera edición de Lo nuevo testamento de Prat, y primera de Barcelona, fue a cargo de su amigo Antoni Bergnes de las Casas. También mantuvo amistad con Torres Amat, que esperaba que su traducción fuera útil para fomentar el estudio del catalán. Prat desconocía la lengua griega original del Nuevo Testamento, así que tradujo a partir de la versión latina de la Vulgata y de varias versiones en lenguas europeas como Reina-Valera (1602) en castellano, King James Version (1611) en inglés, Le Maistre de Sacy (1696) en francés, Martini (1792) en italiano, Scío de San Miguel (1793) y Torres Amat (1823) en castellano.
Una vez muerto el rey Fernando VII, en 1833, volvió a Barcelona, donde fue nombrado secretario del gobierno civil y, posteriormente, gobernador civil interino, debido a la dimisión del titular, durante la quema de conventos de 1835, en el contexto de la Primera Guerra Carlista. Fue gobernador de Lleida (1837), Tarragona (1837-38), Castellón (1838), Córdoba (1839), Oviedo (1840-42) y por segunda vez Córdoba (1843). En 1845 fue nombrado consejero provincial de Barcelona, hasta la supresión del Consejo en 1854. En 1835, como gobernador civil interino, creó una comisión encargada de hacer un inventario de los archivos, bibliotecas y piezas artísticas de los conventos suprimidos o destruidos por la Desamortización española.
El 15 de octubre de 1835 fue elegido miembro de la Real Academia de Ciencias y Artes, que presidió en dos periodos (1847-48 y 1854-55). Fue miembro de la Real Academia de Buenas Letras, que también presidió entre 1835 y 1837, y de la Real Academia de Medicina de Barcelona.
El 22 de diciembre de 1834, a propuesta del vicepresidente Albert Pujol, ingresó a la Sociedad Económica Barcelonesa de Amigos del País (SEBAP), y se integró en la clase de Instrucción y Beneficencia, sección que presidió en dos periodos. Presidió la SEBAP en 12 ocasiones, en 1837 y entre 1845 y 1855. Durante su presidencia creó secciones de la SEBAP en localidades como Igualada, Manresa, Mataró, Villafranca del Panadés, Villanueva y Geltrú y Vic. Ev 1835 inició la creación de una sociedad de socorro contra incendios, reformó la escuela de ciegos, impulsó la creación del Banco de Crédito Agrícola (1855), creación de las escuelas lancasterianes, creación de la Junta de Damas para la educación de chicas pobres donde estudiaron 4800 chicas durante la vida de Prat. En 1835 formó parte de la comisión encargada de constituir la nueva Caja de Barcelona, que fue finalmente creada en 1844.
Nombrado gobernador civil de Guipúzcoa, murió a San Sebastià el 21 de agosto de 1855, víctima de la dolencia del cólera.